# Tanja Žakelj
Tanja Žakelj (ur. 15 września 1988 w Kranju) – słoweńska kolarka górska, wielokrotna medalistka mistrzostw świata i Europy, a także zdobywczyni Pucharu Świata.

## Kariera
Pierwszy sukces w karierze Tanja Žakelj osiągnęła w 2005 roku, kiedy zdobyła brązowy medal w cross-country juniorek podczas mistrzostw świata w Livigno. Na rozgrywanych rok później mistrzostwach Europy w Limosano i mistrzostwach świata w Rotorua zdobywała złote medale. Kolejne zwycięstwo odniosła w 2008 roku - na mistrzostwach świata Val di Sole triumfowała w kategorii U-23, wyprzedzając Nathalie Schneitter ze Szwajcarii oraz Polkę Aleksandrę Dawidowicz. W tym samym roku zdobyła także srebro na mistrzostwach Europy w St. Wendel. W 2011 roku zdobyła brązowy medal w kategorii elite podczas ME w Dohnanach, wyprzedziły ją tylko Norweżka Gunn-Rita Dahle Flesjå i Polka Maja Włoszczowska. W 2012 roku wystąpiła na igrzyskach olimpijskich w Londynie, gdzie rywalizację w cross-country ukończyła na dziesiątej pozycji. Pierwszy złoty medal wśród seniorek osiągnęła w 2013 roku, kiedy wygrała w cross-country na mistrzostwach Europy w Bernie. Po raz pierwszy na podium zawodów Pucharu Świata stanęła 26 maja 2013 roku w czeskim Nowym Mieście, gdzie była najlepsza. W sezonie 2013 jeszcze dwa razy kończyła zawody w pierwszej trójce, w tym 15 czerwca w Val di Sole ponownie zwyciężyła. Pozwoliło jej to zwyciężyć w klasyfikacji końcowej przed Włoszką Evą Lechner i Czeszką Kateřiną Nash. Dzięki temu została pierwszą w historii kolarką ze Słowenii, która nie tylko stanęła na podium klasyfikacji końcowej PŚ MTB, ale też w niej zwyciężyła. W 2014 roku zdobyła złoto na mistrzostwach Europy w St. Wendel, a w klasyfikacji końcowej PŚ zajęła trzecie miejsce za Szwajcarką Jolandą Neff i Catharine Pendrel z Kanady.